# Cryptochironomus baeus
Cryptochironomus baeus är en tvåvingeart som först beskrevs av Jean-Jacques Kieffer 1923.  Cryptochironomus baeus ingår i släktet Cryptochironomus och familjen fjädermyggor.
Artens utbredningsområde är Sudan. Inga underarter finns listade i Catalogue of Life.